# Lijst van bouwwerken van Domitianus

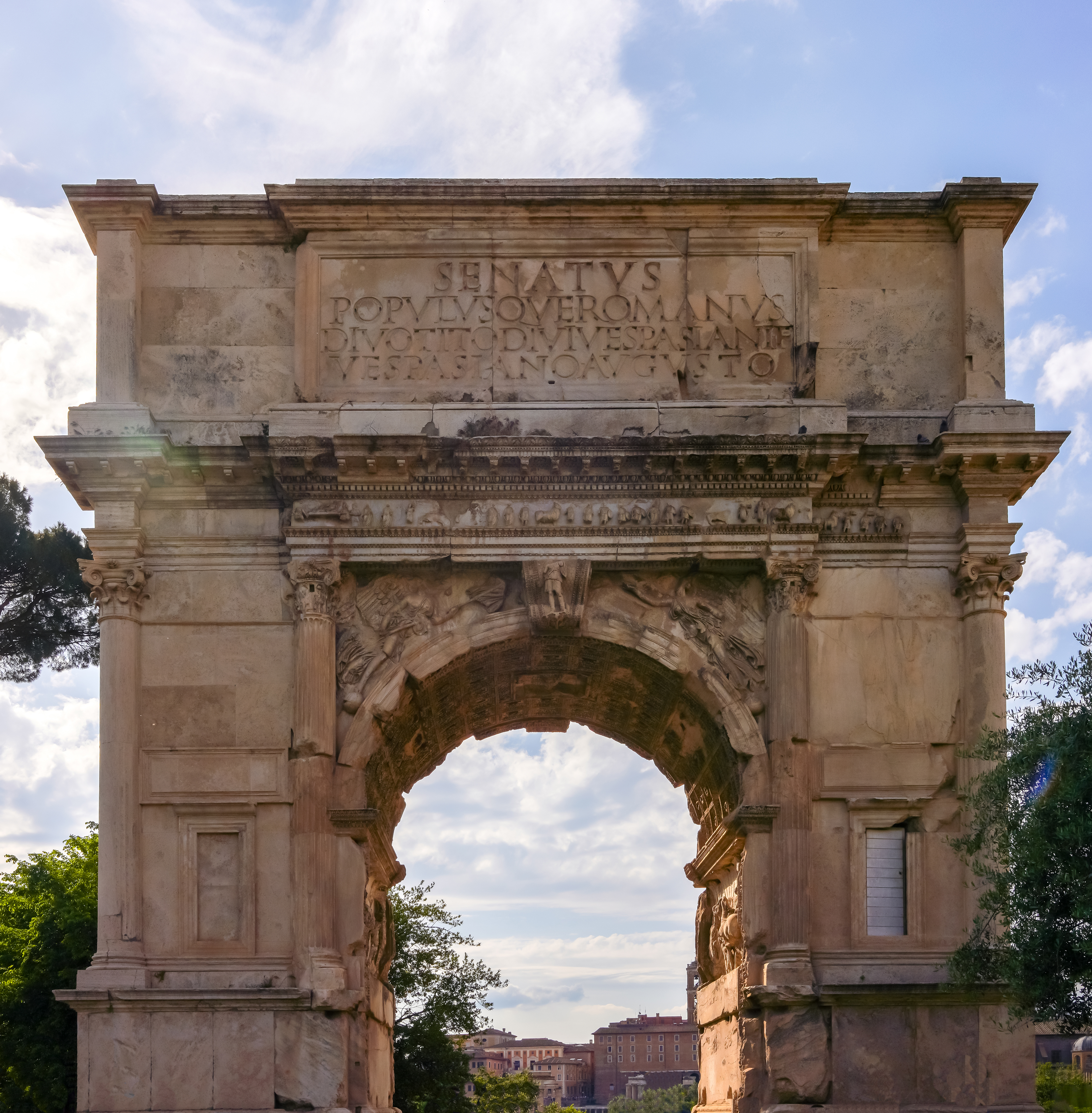
De Boog van Titus, gebouwd onder Domitianus

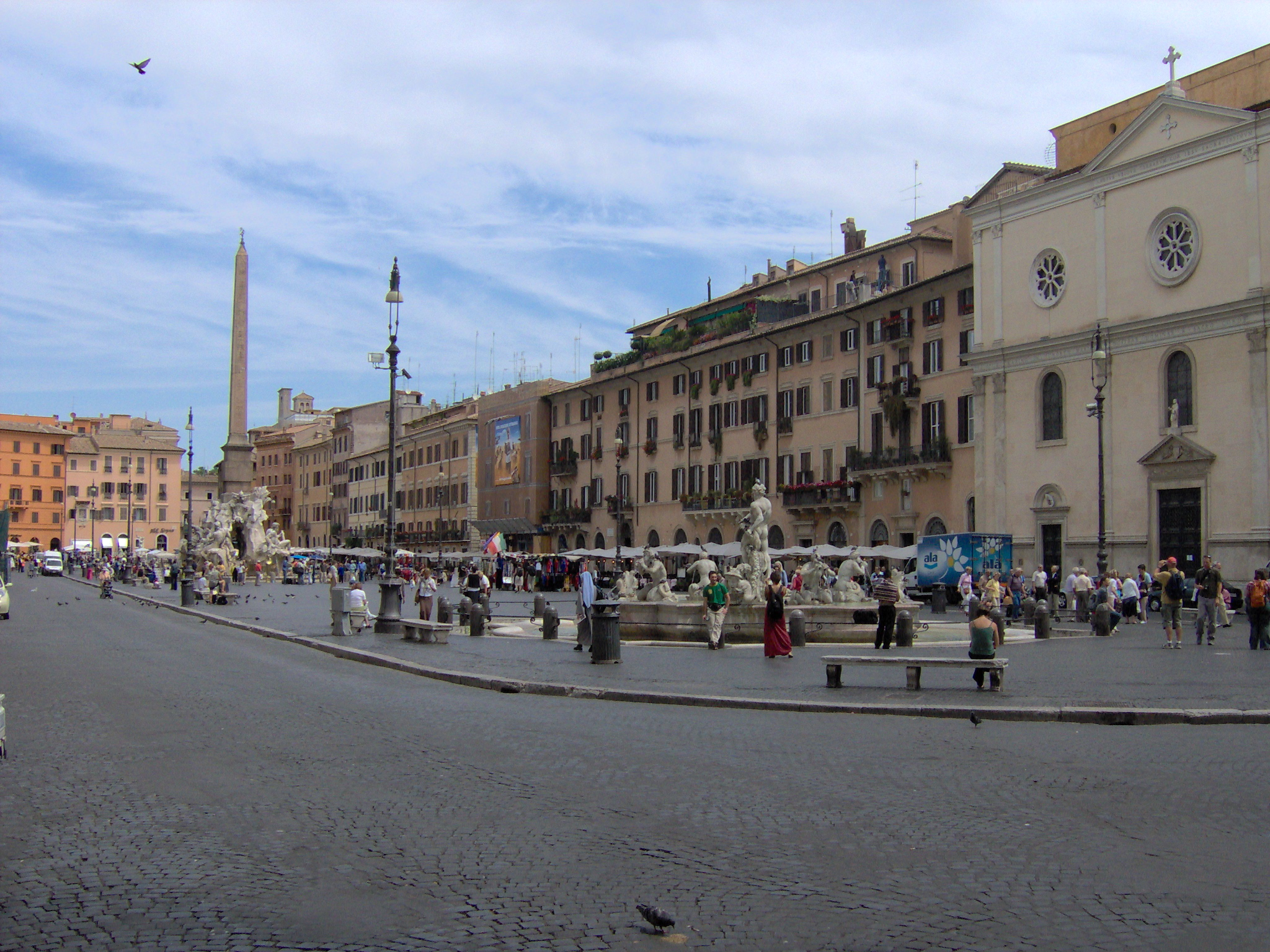
Piazza Navona bewaart de oorspronkelijke vorm van het Stadion van Domitianus

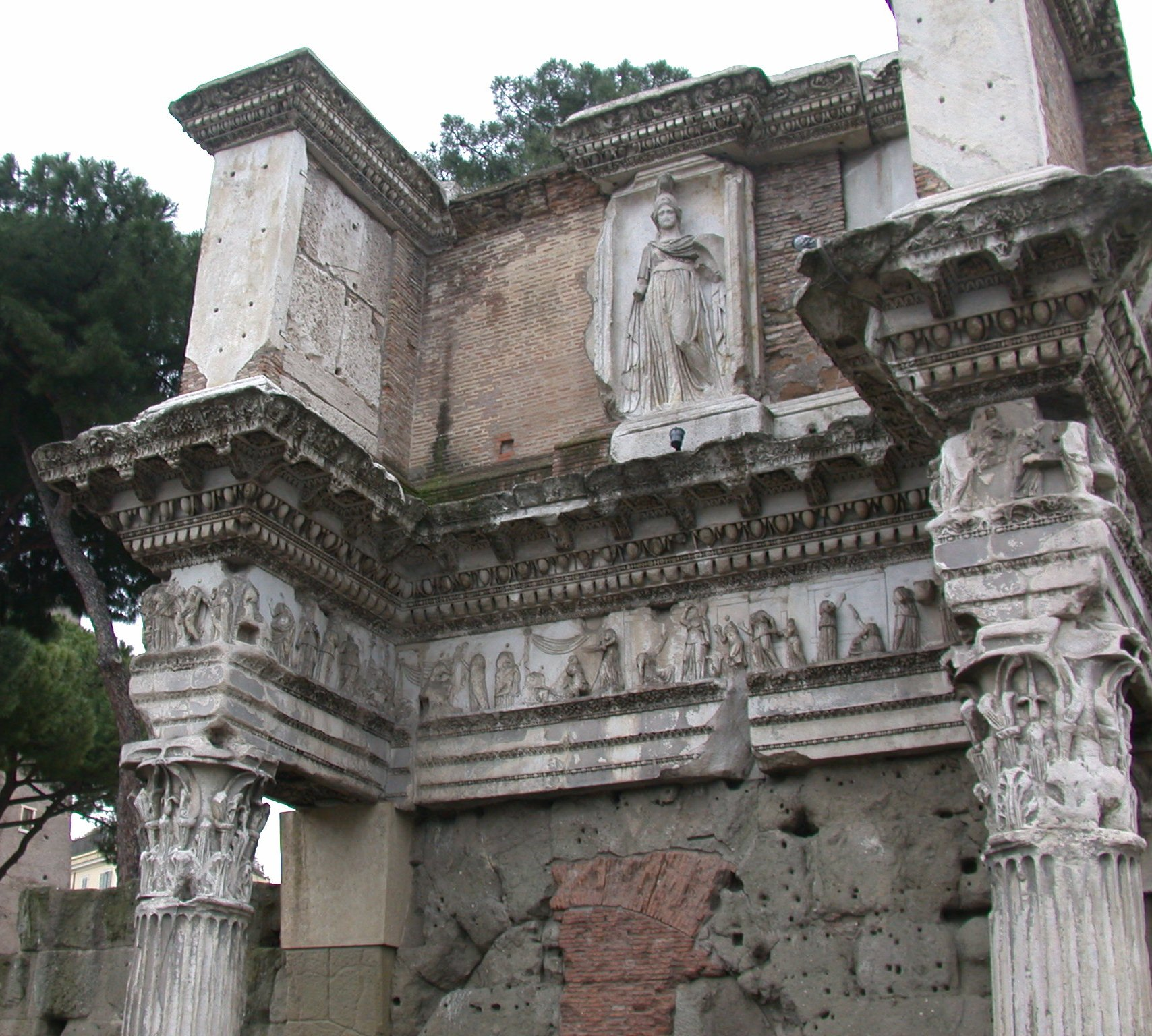
Restanten van het Forum van Nerva

Dit is een lijst van bouwwerken van keizer Domitianus. 

Domitianus was Romeins keizer van 81 tot 96 n.Chr. en tijdens zijn regering werden in Rome veel nieuwe gebouwen opgericht en oude hersteld. 

In 80, tijdens de regering van zijn broer Titus, was er een verwoestende brand geweest die een groot deel van het Marsveld en de Capitolijn had getroffen. Domitianus liet daarna de belangrijke Tempel van Jupiter Optimus Maximus herbouwen, met daar in de buurt een nieuwe tempel voor Jupiter Custos. Op het Marsveld liet Domitianus veel oude door de brand getroffen gebouwen herstellen en introduceerde ook twee nieuwe typen naar Grieks model; een groot stadion voor atletiekwedstrijden en een odeum voor zang- en muziekvoorstellingen. Deze werden gebruikt tijdens de Capitolijnse Spelen, een tegenhanger van de Olympische Spelen, die door hem waren ingesteld. 

De bouw van het Colosseum, die was gestart onder zijn vader Vespasianus, werd tijdens zijn regering voltooid en hij liet daarvoor in de nabije omgeving vier gladiatorenscholen bouwen. Aan de overzijde van de Tiber verscheen ook nog een groot naumachie voor het naspelen van zeegevechten. 
Ter ere van zichzelf en zijn familie bouwde hij triomfbogen, een ruiterstandbeeld en tempels. Op de Palatijn breidde hij de bestaande paleizen verder uit met zijn Domus Flavia. Tussen de Vredestempel en het Forum van Augustus bouwde hij zijn eigen forum, dat echter pas na zijn dood werd ingewijd.
Na zijn gewelddadige dood sprak de senaat de damnatio memoriae over zijn nagedachtenis uit, waarop een aantal van zijn bouwwerken werd afgebroken.
De lijst is nog niet compleet.

## Cultuur
- Stadion van Domitianus
- Odeum van Domitianus
- Naumachie van Domitianus
- Colosseum (voltooiing)
- Ludus Magnus
- Ludus Dacicus
- Ludus Gallicus
- Ludus Matutinus

## Tempel
- Tempel van de gens Flavia
- Tempel van Vespasianus en Titus
- Tempel van Jupiter Custos
- Tempel van Minerva Chalcidica (herbouw)
- Tempel van Isis en Serapis (herbouw)
- Tempel van Jupiter Optimus Maximus (herbouw)
- 4 tempels van het Largo di Torre Argentina (herbouw)

## Eremonument
- Ruiterstandbeeld van Domitianus
- Boog van Titus
- Boog van Domitianus (meerdere)

## Overig
- Domus Flavia
- Forum van Nerva